# Akatyst

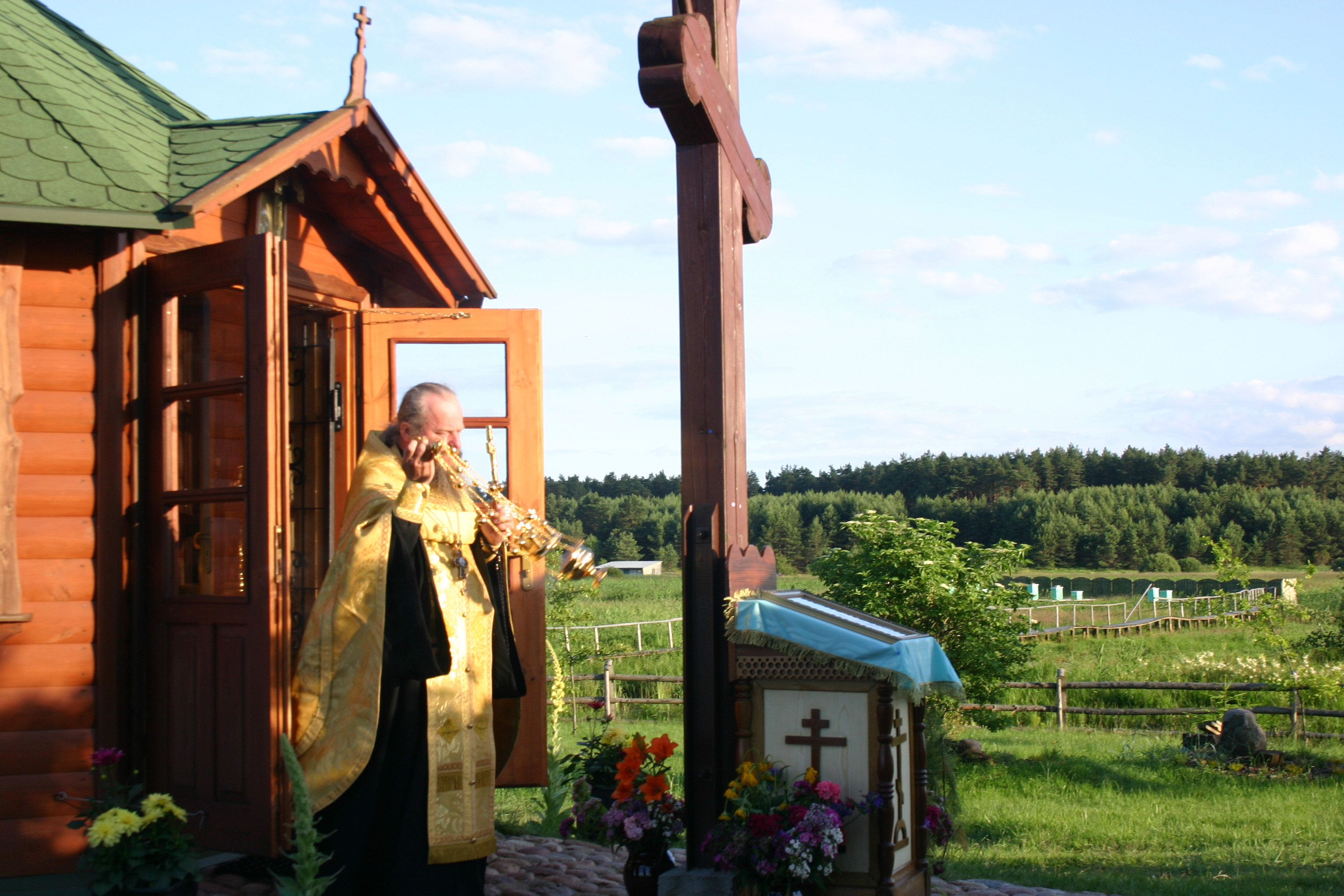
Archimandryta Gabriel odprawia akatyst

Akatyst (z cs. а҆ка́фїстъ, stgr. Ἀκάθιστος), rzadziej akafist – rodzaj hymnu liturgicznego, typowego dla chrześcijańskich kościołów wschodnich, zwłaszcza posługujących się językiem greckim, przede wszystkim dla Cerkwi prawosławnej. Akatyst składa się z mniejszych form poezji liturgicznej – kondakionów i ikosów (zazwyczaj 12 kondakionów i 12 ikosów). Treścią hymnu jest pochwała Jezusa Chrystusa, świętego Krzyża, Matki Boskiej lub świętych, zwłaszcza męczenników. Akatysty są zawsze śpiewane na stojąco a cappella. Niekiedy stanowią zasadniczą część szczególnych nabożeństw, co dotyczy zwłaszcza najbardziej znanego Akatystu ku czci Bogurodzicy. 
Zbiorem akatystów jest akatystarz.